# Răchita de Sus, Dolj
Răchita de Sus este un sat în comuna Seaca de Pădure din județul Dolj, Oltenia, România.
 Acest articol despre o localitate din județul Dolj este deocamdată un ciot. Puteți ajuta Wikipedia prin completarea lui.